# Bira (Prinz)
Prinz Bira, eigentlich Prince Birabongse Bhanudej Bhanubandh (* 15. Juli 1914 in Bangkok; † 23. Dezember 1985 in London), war ein thailändischer Automobilrennfahrer und Segelsportler.

## Leben

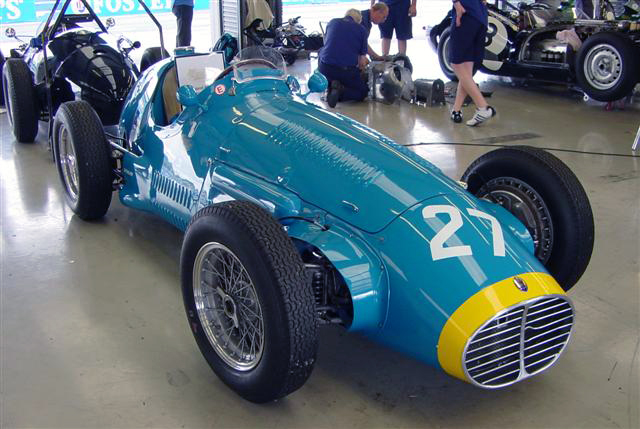
Der Maserati A6GCM von Prince Bira.

Prinz Bira war Sohn von Prinz Bhanurangsi Savangwongse, einem Sohn des Königs Mongkut und jüngerem Bruder des Königs Chulalongkorn, und von Mom Lek Bhanubhandhu na Ayudhya. Sein offizieller Titel in Thai lautete พระวรวงศ์เธอ พระองค์เจ้าพีรพงศ์ภาณุเดช (RTGS: Phra-worawong Thoe Phra-ong Chao Phiraphong Phanudet, ausgesprochen: [pʰráʔwɔrawoŋ tʰɤː pʰráʔong t͡ɕâo pʰiːrapʰoŋ pʰaːnúdèt]), die Kurzform war พระองค์พีระ – „Phra-ong Phira“, also „Prinz Bira“. Bis zum Alter von 13 Jahren wurde er in Thailand erzogen. 1927 kam er zur weiteren Ausbildung nach Großbritannien, wo er das Eton College besuchte. Nach dem Tod des Vaters war sein Cousin Prinz Chula Chakrabongse sein Vormund. Bira sollte zunächst am Trinity College der Universität Cambridge studieren. Da er sich aber mehr für Bildhauerkunst interessierte, nahm er Unterricht bei Charles Wheeler und an der Byam Shaw School of Art. Dort lernte er Ceril Heycock kennen, die er nach längerem Widerstand beider Familien 1938 heiratete.
1935 begann er im Team White Mouse Racing von Chula Chakrabongse mit dem Rennsport. Mit ERA-Wagen bestritt er zahlreiche Rennen in der Voiturette-Klasse, der Vorgängerserie der Formel 2. Unter anderem gewann er den Voiturette-Grand-Prix von Monaco 1936. Nach dem Zweiten Weltkrieg trat er mit Wagen von OSCA, Simca-Gordini und Connaught bei etlichen Grand-Prix-Rennen an. Seine größten Erfolge erreichte er in einem privaten Maserati, der auffällig blau-gelb lackiert war. Seine besten Ergebnisse bei Formel-1-Rennen, die zur Weltmeisterschaft zählten, waren vierte Plätze beim Großen Preis der Schweiz 1950 und beim Großen Preis von Frankreich 1954. 1955 trat Prinz Bira vom Rennsport zurück.
Ein neues sportliches Betätigungsfeld fand er beim Segeln. Vier Mal repräsentierte er dabei sein Heimatland bei Olympischen Spielen. 1956 wurde er Zwölfter, vier Jahre später Neunzehnter der Klasse Star. 1964 gehörte auch seine Ehefrau Arunee zur Besatzung des Drachen, der als 22. und damit Vorletzter abschloss. 1972 schließlich segelte Prinz Bira wieder im Star. Als Endergebnis wurde der 21. Rang erreicht.
Nach der Scheidung von Ceril im Jahr 1949, heiratete Prinz Bira 1951 in Paris die Argentinierin Celia „Chelita“ Howard. Das Paar bekam einen Sohn, Biradej, der mit 17 Jahren an Leberkrebs starb. Bira kehrte 1956 nach Thailand zurück, Chelita wollte dort aber nicht leben und das Paar ließ sich scheiden. Seine dritte Ehe mit Salika Kalantanonda hielt 1957 nur wenige Monate. Von 1959 bis 1964 war er mit Arunee Bhanubandh verheiratet, die seine Leidenschaft für das Segeln teilte. Aus seiner fünften Ehe hatte Bira noch eine Tochter und einen Sohn.
Er starb im Alter von 71 Jahren nach einem Herzinfarkt in der Londoner U-Bahn-Station Barons Court. Da er sonst keine Dokumente bei sich hatte, ließ Scotland Yard eine handschriftliche Notiz in seiner Tasche von der Universität London analysieren, um seine Identität festzustellen. Nach einer Trauerfeier im thailändischen Tempel in Wimbledon wurde er nach buddhistischem Ritus eingeäschert.
Der Bira Circuit, eine Rennstrecke bei Pattaya, ist nach ihm benannt.

## Statistik

### Statistik in der Automobil-Weltmeisterschaft

#### Gesamtübersicht
| Saison | Team                      | Chassis          | Motor              | Rennen | Siege | Zweiter | Dritter | Poles | schn. Rennrunden | Punkte | WM-Pos. |
| ------ | ------------------------- | ---------------- | ------------------ | ------ | ----- | ------- | ------- | ----- | ---------------- | ------ | ------- |
| 1950   | Enrico Platé              | Maserati 4CLT    | Maserati 1.5 L4s   | 4      | −     | −       | −       | −     | −                | 5      | 8.      |
| 1951   | Ecurie Siam               | Maserati 4CLT    | OSCA 4.5 V12       | 1      | −     | −       | −       | −     | −                | −      | NC      |
| 1952   | Equipe Gordini            | Gordini T15      | Gordini 1.5 L4     | 2      | −     | −       | −       | −     | −                | −      | NC      |
| 1952   | Equipe Gordini            | Gordini T16      | Gordini 2.0 L6     | 2      | −     | −       | −       | −     | −                | −      | NC      |
| 1953   | Connaught Engineering     | Connaught Type A | Lea-Francis 2.0 L4 | 3      | −     | −       | −       | −     | −                | −      | NC      |
| 1953   | Scuderia Milano           | Maserati A6GCM   | Maserati 2.0 L6    | 1      | −     | −       | −       | −     | −                | −      | NC      |
| 1954   | Officine Alfieri Maserati | Maserati A6GCM   | Maserati 2.0 L6    | 1      | −     | −       | −       | −     | −                | 3      | 17      |
| 1954   | Prinz Bira                | Maserati 250F    | Maserati 2.5 L6    | 5      | −     | −       | −       | −     | −                | 3      | 17      |
| Gesamt | Gesamt                    | Gesamt           | Gesamt             | 19     | −     | −       | −       | −     | −                | 8      |         |

#### Einzelergebnisse
| Saison | 1 | 2  | 3   | 4   | 5   | 6   | 7   | 8  | 9 |
| ------ | - | -- | --- | --- | --- | --- | --- | -- | - |
| 1950   |   |    |     |     |     |     |     |    |   |
| DNF    | 5 |    | 4   |     |     | DNF |     |    |   |
| 1951   |   |    |     |     |     |     |     |    |   |
|        |   |    | DNA |     | DNA |     | DNF |    |   |
| 1952   |   |    |     |     |     |     |     |    |   |
| DNF    |   | 10 | DNF | 11  |     |     |     |    |   |
| 1953   |   |    |     |     |     |     |     |    |   |
|        |   |    |     | DNF | 7   | DNF |     | 11 |   |
| 1954   |   |    |     |     |     |     |     |    |   |
| 7      |   | 6  | 4   | DNF | DNF |     |     | 9  |   |
| 1955   |   |    |     |     |     |     |     |    |   |
|        |   |    | DNA |     |     |     |     |    |   |

| Legende  | Legende            | Legende                                                          |
| Farbe    | Abkürzung          | Bedeutung                                                        |
| -------- | ------------------ | ---------------------------------------------------------------- |
| Gold     | –                  | Sieg                                                             |
| Silber   | –                  | 2. Platz                                                         |
| Bronze   | –                  | 3. Platz                                                         |
| Grün     | –                  | Platzierung in den Punkten                                       |
| Blau     | –                  | Klassifiziert außerhalb der Punkteränge                          |
| Violett  | DNF                | Rennen nicht beendet (did not finish)                            |
| Violett  | NC                 | nicht klassifiziert (not classified)                             |
| Rot      | DNQ                | nicht qualifiziert (did not qualify)                             |
| Rot      | DNPQ               | in Vorqualifikation gescheitert (did not pre-qualify)            |
| Schwarz  | DSQ                | disqualifiziert (disqualified)                                   |
| Weiß     | DNS                | nicht am Start (did not start)                                   |
| Weiß     | WD                 | zurückgezogen (withdrawn)                                        |
| Hellblau | PO                 | nur am Training teilgenommen (practiced only)                    |
| Hellblau | TD                 | Freitags-Testfahrer (test driver)                                |
| ohne     | DNP                | nicht am Training teilgenommen (did not practice)                |
| ohne     | INJ                | verletzt oder krank (injured)                                    |
| ohne     | EX                 | ausgeschlossen (excluded)                                        |
| ohne     | DNA                | nicht erschienen (did not arrive)                                |
| ohne     | C                  | Rennen abgesagt (cancelled)                                      |
| ohne     | keine WM-Teilnahme |                                                                  |
| sonstige | P/fett             | Pole-Position                                                    |
| sonstige | 1/2/3/4/5/6/7/8    | Punktplatzierung im Sprint-/Qualifikationsrennen                 |
| sonstige | SR/kursiv          | Schnellste Rennrunde                                             |
| sonstige | *                  | nicht im Ziel, aufgrund der zurückgelegten Distanz aber gewertet |
| sonstige | ()                 | Streichresultate                                                 |
| sonstige | unterstrichen      | Führender in der Gesamtwertung                                   |

### Le-Mans-Ergebnisse
| Jahr | Team           | Fahrzeug                | Teamkollege    | Platzierung | Ausfallgrund |
| ---- | -------------- | ----------------------- | -------------- | ----------- | ------------ |
| 1939 | Raymond Sommer | Alfa Romeo 6C 2500SS    | Raymond Sommer | Ausfall     | Motorschaden |
| 1954 | David Brown    | Aston Martin DB3S Coupe | Peter Collins  | Ausfall     | Unfall       |

### Einzelergebnisse in der Sportwagen-Weltmeisterschaft
| Saison | Team         | Rennwagen        | 1   | 2   | 3   | 4   | 5   | 6   |
| ------ | ------------ | ---------------- | --- | --- | --- | --- | --- | --- |
| 1954   | Aston Martin | Aston Martin DB3 | BUA | SEB | MIM | LEM | RTT | CAP |
| 1954   | Aston Martin | Aston Martin DB3 | DNF |     |     |     |     |     |